# Giuseppe Luraghi
Giuseppe Eugenio Luraghi (Milano, 12 giugno 1905 – Milano, 10 dicembre 1991) è stato un dirigente d'azienda italiano, nonché editore e scrittore italiano, noto principalmente per essere stato presidente dell'Alfa Romeo.

## Biografia

Luraghi visita una catena di montaggio dell'Alfa Romeo

Nato in una famiglia della piccola borghesia, ha 15 anni quando il padre Felice, procuratore in una ditta di import export con l'India, muore durante la pandemia di spagnola. Due anni dopo scompare anche la madre, Giuditta Talamona. Prosegue comunque gli studi fino alla laurea in Economia all'Università Bocconi conseguita nel 1926, contemporaneamente dedicandosi anche all'attività sportiva del pugilato e facendo il servizio militare a Torino. Lo stesso anno della laurea è anche quello del matrimonio con Liliana Poli: dall'unione nasceranno cinque figli: Renzo, Liliana, Chiara, Marina e Dario.
La tesi di laurea, dedicata all'aviazione civile e commerciale, gli apre la strada all'attività di giornalista, pubblicando testi anche su Il Popolo d'Italia fino a quando non viene scoperto che Luraghi non è iscritto al Partito Nazionale Fascista. Con i suoi articoli interviene nelle polemiche del tempo a favore degli aerei contro i dirigibili prima, e successivamente contro gli idrovolanti. Negli stessi anni manifesta idee legate al socialismo riformista.

Il primo esemplare di automobile immatricolato in Italia avente una targa costituita anche da lettere: fu installata il 7 aprile 1965 su un'Alfa Romeo Giulia. Sulla destra si può vedere Luraghi, all'epoca presidente dell'Alfa Romeo.

Assunto dalla Pirelli nel 1930, lavorò sia in patria che in Spagna fino allo scoppio della Guerra civile spagnola, ricoprendo successivamente incarichi di rilievo nella Linoleum, altra società del gruppo Pirelli. Negli stessi anni Luraghi avvia l'attività letteraria: nel 1940 esordisce come poeta con il libro Presentimento di poesia, seguito nel 1941 da Gli angeli, nel 1944 da Cipressi di Van Gogh e nel 1947 da Stagioni. All'attività di dirigente Luraghi aggiunse anche quella di direttore della casa editrice Edizioni della Meridiana, attiva dal 1947 al 1956. Nel 1948, durante il suo impiego alla Pirelli, curerà insieme a Leonardo Sinisgalli la rivista aziendale, che da mero organo di pubblicità diventa terreno di dialogo tra personalità della scienza, dell'arte e della letteratura.
Prosegue l'attività manageriale in Pirelli fino al 1950, quando passa alla Sip, Società Idroelettrica Piemonte.
Nel 1951 diviene direttore generale della Finmeccanica del Gruppo IRI, dedicando una particolare attenzione all'Alfa Romeo. Ben presto chiama all'azienda del Portello il suo amico Francesco Quaroni, abile organizzatore conosciuto in Pirelli, e Rudolf Hruska, valente ingegnere marito della sua segretaria personale, ai quali affida l'attuazione del piano industriale per la fabbricazione della "Giulietta". Neppure tralascia il prestigio dell'Alfa Romeo, creando la rivista Civiltà delle macchine, sulle cui pagine la vita di fabbrica, con i suoi capannoni e i suoi macchinari, viene descritta e raccontata da poeti, letterati e pittori.
Nel 1956 Luraghi, dopo un contrasto con l'allora presidente dell'Iri, abbandona il gruppo di Stato ed entra come presidente e amministratore delegato in Lanerossi, per successivamente lasciarla nel 1959. Nel 1960 il ritorno all'IRI e la nomina alla presidenza dell'Alfa Romeo. Segue una lunga vicenda durata 14 anni, con alterne fortune. Si passa dal vedere l'Alfa Romeo espandersi in Italia e all'estero, producendo automobili di grandi prestazioni, passando anche per l'operazione di apertura di un grande e nuovo stabilimento a Pomigliano d'Arco e al successivo scontro con il presidente dell'IRI Giuseppe Petrilli, di nomina democristiana, che voleva realizzare un terzo stabilimento Alfa Romeo in Irpinia, collegio elettorale dell'allora ministro dell'Industria Ciriaco De Mita: queste vicende molto controverse causarono l'uscita del manager dall'azienda.

Vista aerea dello stabilimento Alfa Romeo di Arese, fortemente voluto da Luraghi.

Contemporaneamente all'attività manageriale Luraghi coltiva la passione per la narrativa e pubblica il romanzo Due milanesi alle piramidi (1966). Come saggista vengono pubblicati: Le macchine della libertà (1967), Milano, dal quattrino al milione (1968) e Capi si diventa (1974). Intraprende anche una collaborazione sistematica con il Corriere della Sera, La Repubblica ed Epoca. Con il 1974 inizia l'ultima parte della vita di Luraghi. Sul piano manageriale le esperienze più importanti sono alla Necchi e alla Marzotto, oltre alla presidenza della Arnoldo Mondadori Editore, mantenuta dal 1977 al 1982.
Sul piano narrativo vengono pubblicate le poesie di Poesie (1978), le prose poetiche Castelli di carte (1978) e il dialettale Oh bej, oh bej (1987). Dopo il saggio Alfasud, Mezzogiorno di fuoco del 1975, che ripercorre l'ultima fase della sua vicenda nel mondo dell'automobile, l'ultima pubblicazione è Incontri eccellenti del 1991, dove Luraghi descrive sinteticamente i suoi incontri con protagonisti della politica, dell'economia e della cultura. Riappare infine l'antica vocazione per la pittura che lo porta, nell'ultimo decennio, a dipingere numerosi acquerelli e tempere.
Giuseppe Luraghi, dopo una breve malattia, muore a Milano il 10 dicembre 1991. L'archivio delle sue carte e dei suoi documenti professionali viene quindi riordinato e riorganizzato; a partire dal 2000, la parte economica viene affidata all'Istituto di Storia Economica dell'Università Bocconi, mentre la parte culturale viene consegnata al Centro per gli studi sulla tradizione manoscritta di autori moderni e contemporanei dell'Università di Pavia. L'attività scientifica delle due istituzioni universitarie porta alla pubblicazione (nel 2005) del volume Un manager tra le lettere e le arti: Giuseppe Eugenio Luraghi e le Edizioni della Meridiana a cura di Renzo Cremante e Clelia Martignoni, e (nel 2012) del volume Una sfida al capitalismo italiano: Giuseppe Luraghi di Daniele Pozzi.

## Pubblicazioni
- Giuseppe E. Luraghi, Due milanesi alle piramidi, Milano, Arnoldo Mondadori Editore, 1966.
- Giuseppe E. Luraghi, Le macchine della libertà, Milano, Valentino Bompiani, 1967.
- Giuseppe E. Luraghi, Milano, dal quattrino al milione, Milano, Baldini & Castoldi, 1968.
- Giuseppe E. Luraghi, Capi si diventa, Milano, Rizzoli, 1974.